# Vitis rotundifolia
Vitis rotundifolia Michx., 1803 è una pianta appartenente alla famiglia Vitaceae originaria del Messico e del Sud Est degli Stati Uniti. È anche nota come Muscadine (italiano: Moscatina),  Bullit o Bullace, o anche Scuppernong, per la località dei primi reperimenti della specie a Scuppernong (Nord Carolina - USA).

## Tassonomia
La V. rotundifolia appartiene al Subgenere Muscadinia a cui appartengono anche la Vitis munsoniana e la V. popenoei. Le altre "Vitis" appartengono al subgenere Euvitis.

## Descrizione
La vite è una pianta rampicante dioica, cioè esistono piante con sola fioritura maschile, e piante con sola fioritura femminile, sono state individuate alcune varietà ermafrodite (con ambedue i sessi, ed autofertili). Di norma i maschi non sono coltivati, ma sono coltivate piante ermafrodite con le femmine (la gamma qualitativa delle femmine è più ampia e migliore). Sono state selezionate, e sono presenti selvatiche, una quarantina di varietà.
La vite per diversi caratteri è molto diversa dalle altre viti.
Ha fusto adulto rugoso (come zigrinato) di colore grigio, ma la corteccia non si sfalda come nelle altre viti.
Ha viticci sempre e solo singoli, (mai ramificati), sottili e robustissimi.
I tralci sono molto sottili ma robustissimi, ha una fortissima tendenza alla femminellatura.
I grappoli sono disordinati, e di norma con pochi o pochissimi acini, (di norma da 6-8, fino a 40 acini).
Di norma gli acini sono piuttosto grandi, a buccia molto spessa e dura, che non è inghiottita al consumo.
Spesso gli acini maturano separatamente gli uni dagli altri, e si staccano singolarmente dal grappolo.
Le foglie sono piuttosto piccole (15-18 cm) non sono mai lobate, ma tonde con una grossolana dentatura.
Le foglie sono molto sottili e lucide.
La pianta ha frutti (acini) di colore nero (blu-rossiccio) o bronzeo, molto raramente di colore rosso; le dimensioni degli acini (sempre tondi o solo leggermente ovati) vanno da 13 –15 mm a 30–38 mm.
Di norma gli acini sono raccolti singolarmente, staccandoli dal graspo; comunque a maturità gli acini si distaccano con estrema facilità. La abscissione (distacco) del grappolo è molto difficile, il graspo residuo alla raccolta si rimuove con la "pulizia" della potatura invernale.

## Ambiente
La pianta è limitata climaticamente a luoghi umidi, con suolo neutro o acido; per alcuni aspetti diverge drasticamente dalla Vitis vinifera; infatti l'apparato radicale è superficiale.
La pianta non è adatta a climi molto freddi; le gemme sono danneggiate da temperature inferiori ai -12 °C, a temperature di poco inferiori (-16, -18 °C) ha danni consistenti e muore.

## Diffusione e caratteristiche
La pianta è coltivata nelle regioni costiere e continentali del Sud Est degli Stati Uniti, dove è utilizzata per il consumo fresco come frutta, notevole anche la produzione di succhi, gelatine e composte. La coltivazione è limitata agli ambienti adatti (umidi), nei luoghi di origine.
Le varietà botaniche hanno un modesto valore zuccherino. 
Dalle varietà botaniche sono state selezionate diverse varietà di maggiore qualità, di ottimo sapore, e di ottimo livello zuccherino.
La pianta non è adatta alla produzione di vino, non ha pigmenti coloranti stabili, ed elementi conservanti di buon livello; può avere, in alcune varietà, più o meno pronunciato un sapore "volpino", in parte simile a quello dell'uva Isabella, altre varietà ne sono esenti. 
Nei luoghi di origine, in assenza di una cultura della vinificazione di qualità, piccole quantità di frutti sono comunque "vinificati", con aggiunte di zuccheri e melasse.

## Riproduzione e moltiplicazione
La pianta si riproduce per semi con estrema facilità.
La pianta è fisiologicamente e geneticamente molto diversa dalle altre Vitis; si moltiplica per innesto (ammesso che esista una ragione per farlo) sulla stessa specie, sconosciuta la possibilità di innesto con Euvitis.
La moltiplicazione per talea invernale è praticamente impossibile (il legno è "secco" e non ha amidi di riserva) , è invece possibile la talea verde primaverile in ambiente protetto (ombreggiato e con nebulizzazione), è facile la moltiplicazione per propaggine o margotta in suolo umido, interramento dei rami a luglio.

## Ibridazione
Per l'enorme differenza genetica si ritiene la ibridazione con altre specie di Euvitis molto difficile.

## Malattie e particolarità
La pianta è molto resistente alle malattie tradizionali della vite (Peronospora, Fillossera, Oidio), i geni di tale resistenza sono stati utilizzati mediante ibridazione con Euvitis, allo scopo di trasferire a questa ultima la resistenza multipla alle malattie, nel tentativo di conservare, se possibile infine, le caratteristiche di eminenza della vinifera ma con resistenze accresciute.
La vite ha una elevata esigenza di Magnesio. Si sono avuti episodicamente ingiallimenti fogliari (analoghi a quelli della clorosi) in terreni particolarmente poveri di magnesio.